# PSA World Tour Finals 2022/23
Die PSA World Tour Finals 2022/23 der Herren fanden vom 20. bis 25. Juni 2023 in der ägyptischen Hauptstadt Kairo statt. Die 28. Austragung des Saisonabschlussturniers war Teil der PSA World Tour 2022/23 und mit 202.500 US-Dollar dotiert. Parallel fand das Saisonabschlussturnier der Damen statt.
Vorjahressieger war Mostafa Asal. Asal erreichte erneut das Finale, in dem er Diego Elías mit 9:11, 11:6, 11:3 und 11:5 bezwang.

## Qualifikation und Modus
Die Gewinner aller Turniere der Kategorie PSA World Tour Platinum der Saison 2022/23 waren direkt qualifiziert. Alle Plätze, die durch mehrfache Titelträger übrig blieben, gingen an den nächsten Spieler in der Punkterangliste. Direkt qualifiziert war außerdem der amtierende Weltmeister, in diesem Jahr Ali Farag. Qualifizierte Spieler sind fett markiert.
| #  | Spieler                | Punkte | Turniere | Platinum-Siege |
| -- | ---------------------- | ------ | -------- | -------------- |
| 1  | Diego Elías            | 18.785 | 16       | 2              |
| 2  | Ali Farag              | 16.990 | 12       | 3              |
| 3  | Mohamed Elshorbagy     | 16.180 | 15       | 1              |
| 4  | Mostafa Asal           | 13.850 | 12       | 1              |
| 5  | Marwan Elshorbagy 1    | 12.570 | 18       |                |
| 6  | Paul Coll              | 11.295 | 14       |                |
| 7  | Mazen Hesham           | 10.725 | 17       |                |
| 8  | Victor Crouin          | 10.530 | 18       |                |
| 9  | Tarek Momen            | 9.168  | 15       |                |
| 10 | Youssef Soliman        | 8.058  | 19       |                |
| 11 | Joel Makin             | 7.735  | 15       |                |
| 12 | Karim Abdel Gawad      | 6.090  | 7        |                |
| 13 | Miguel Ángel Rodríguez | 5.478  | 15       |                |
| 14 | Fares Dessouki         | 4.950  | 11       |                |
| 15 | Nicolas Müller         | 4.623  | 17       |                |
| 16 | Grégoire Marche        | 4.208  | 17       |                |

 1 Marwan Elshorbagy sagte seine Teilnahme verletzungsbedingt ab.
Die Vorrunde wurde in zwei Gruppen mit je vier Spielern im Best-of-three-Format ausgetragen. Für einen 2:0-Sieg wurden vier Punkte, für einen 2:1-Sieg drei Punkte und für eine 1:2-Niederlage ein Punkt vergeben. Bei Punktgleichheit entschied der direkte Vergleich. Waren drei oder mehr Spieler am Ende punktgleich, zählte das Verhältnis der gewonnenen Einzelpunkte. Die Gruppensieger und -zweiten zogen ins Halbfinale ein, das ebenfalls im Best-of-three-Format gespielt wurde. Das Finale wurde über drei Gewinnsätze ausgetragen. Im Rahmen des Turniers wurden erstmals Power Plays und der Sudden Death getestet. Bis zum Finale hatte jeder Spieler pro Begegnung zwei Power Plays, im Finale drei. Optierte ein Spieler beim Schiedsrichter für ein Power Play, erhielt er zwei Punkte, sollte er den darauffolgenden Ballwechsel gewinnen. Der Sudden Death fand in allen Begegnungen Anwendungen: statt beim Stand von 10:10 einen Tie-Break mit Zwei-Punkte-Abstand zu spielen, endete die Partie mit dem nächsten erzielten Punkt. Dies galt jedoch nur für die ersten beiden Sätze beim Best-of-three-Format und für die ersten vier Sätze beim Best-of-five-Format.

## Preisgelder und Weltranglistenpunkte
Bei dem Turnier wurden die folgenden Preisgelder und Weltranglistenpunkte für das Erreichen der jeweiligen Runde ausgezahlt bzw. gutgeschrieben. Die Beträge sind nicht kumulativ zu verstehen. Das Gesamtpreisgeld betrug 202.500 US-Dollar.
| Runde          | Preisgeld |
| -------------- | --------- |
| Sieg           | 57.713 $  |
| Finale         | 38.475 $  |
| Halbfinale     | 24.047 $  |
| Gruppendritter | 14.428 $  |
| Gruppenvierter | 9.620 $   |

| Runde                 | Punkte   |
| --------------------- | -------- |
| Sieg                  | + 1000 1 |
| Finale                | + 550    |
| Halbfinale            | + 200    |
| Gruppenphase pro Sieg | + 150    |

 1 Blieb der Gewinner ungeschlagen, erhielt er einen Bonus von zusätzlichen 150 Punkten.

## Finalrunde

### Gruppenphase

#### Gruppe A

##### Tabelle
| Pos. | Setzliste | Spieler       | Spiele | Sätze | EP    | Punkte |
| ---- | --------- | ------------- | ------ | ----- | ----- | ------ |
| 1    | 1         | Diego Elías   | 2:1    | 5:2   | 72:62 | 9      |
| 2    | 4         | Mostafa Asal  | 2:1    | 5:3   | 79:64 | 8      |
| 3    | 6         | Mazen Hesham  | 2:1    | 4:3   | 59:59 | 7      |
| 4    | 7         | Victor Crouin | 0:3    | 0:6   | 41:66 | 0      |

##### Ergebnisse
| Spieler      | Spieler       | Ergebnis           |
| ------------ | ------------- | ------------------ |
| Diego Elías  | Mazen Hesham  | 11:8, 11:5         |
| Mostafa Asal | Victor Crouin | 11:3, 11:9         |
| Diego Elías  | Mostafa Asal  | 11:10, 7:11, 10:12 |
| Mazen Hesham | Victor Crouin | 11:7, 11:6         |
| Diego Elías  | Victor Crouin | 11:9, 11:7         |
| Mostafa Asal | Mazen Hesham  | 11:2, 8:11, 5:11   |

#### Gruppe B

##### Tabelle
| Pos. | Setzliste | Spieler            | Spiele | Sätze | EP    | Punkte |
| ---- | --------- | ------------------ | ------ | ----- | ----- | ------ |
| 1    | 2         | Ali Farag          | 3:0    | 6:2   | 84:40 | 10     |
| 2    | 3         | Mohamed Elshorbagy | 2:1    | 5:2   | 63:59 | 9      |
| 3    | 5         | Paul Coll          | 1:2    | 3:4   | 61:62 | 5      |
| 4    | 8         | Tarek Momen        | 0:3    | 0:6   | 19:66 | 0      |

##### Ergebnisse
| Spieler            | Spieler            | Ergebnis         |
| ------------------ | ------------------ | ---------------- |
| Ali Farag          | Paul Coll          | 9:11, 11:3, 11:7 |
| Mohamed Elshorbagy | Tarek Momen        | 11:6, 11:4       |
| Ali Farag          | Mohamed Elshorbagy | 9:11, 11:5, 11:3 |
| Paul Coll          | Tarek Momen        | 11:6, 11:3       |
| Mohamed Elshorbagy | Paul Coll          | 11:8, 11:10      |
| Ali Farag          | Tarek Momen        | kampflos         |

### Halbfinale
| Spieler     | Spieler            | Ergebnis   |
| ----------- | ------------------ | ---------- |
| Ali Farag   | Mostafa Asal       | 2:11, 5:11 |
| Diego Elías | Mohamed Elshorbagy | 11:5, 11:6 |

### Finale
| Spieler      | Spieler     | Ergebnis               |
| ------------ | ----------- | ---------------------- |
| Mostafa Asal | Diego Elías | 9:11, 11:6, 11:3, 11:5 |